# 出獄聖徒

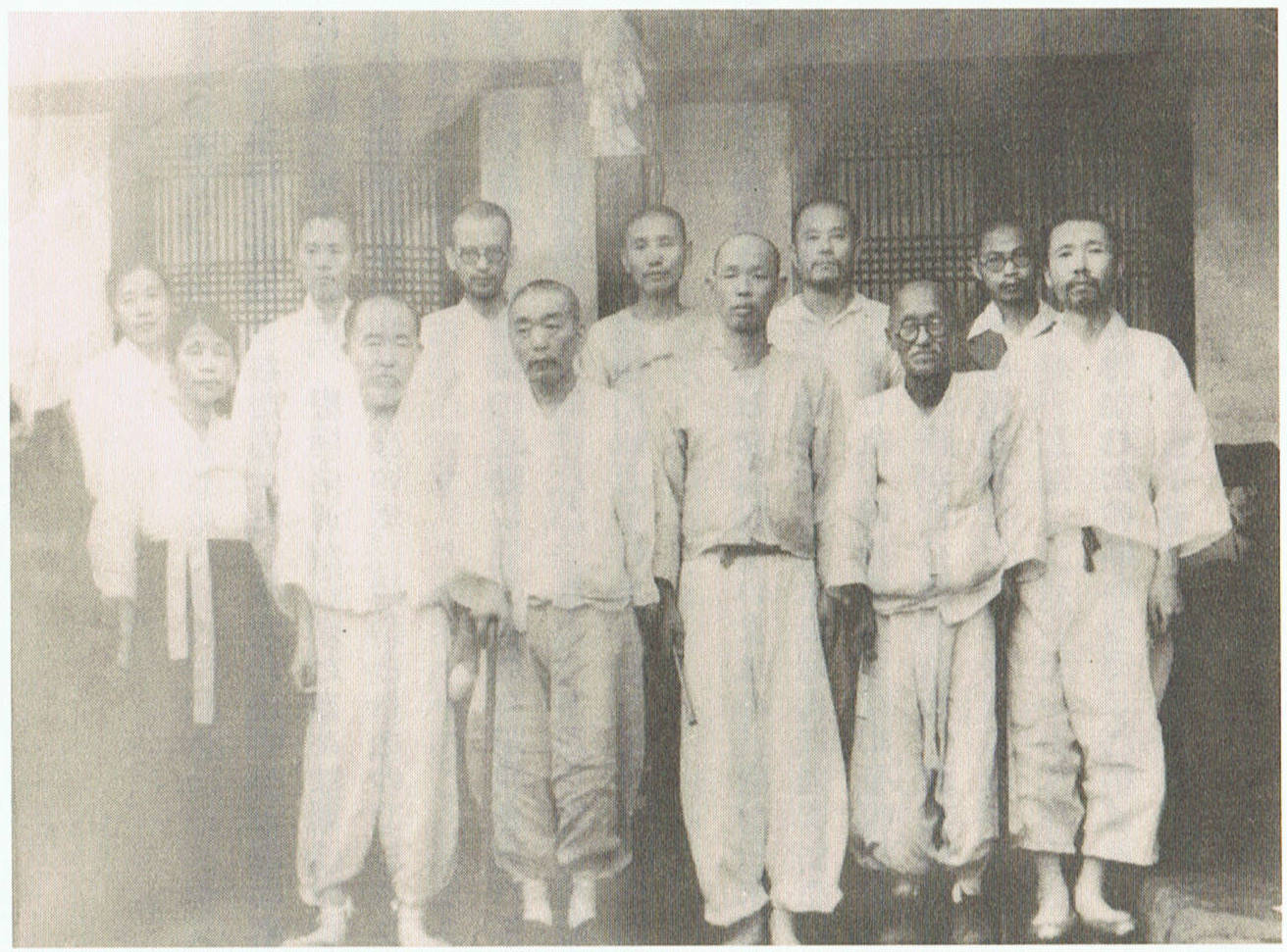
1945年8月19日　朱基徹牧師夫人宅にて

出獄聖徒（しゅつごくせいと、韓国語:출옥성도）は、日本統治時代の朝鮮において神社参拝を偶像崇拝として拒んで投獄され、日本の敗戦により出獄した牧師らのことである。
神社参拝拒否で投獄された70人の牧師のうち、朱基徹師ら50名は殉教していたが、そのうち20名が出獄した。彼らは、神社参拝を行った教職者たちが悔い改めるべきことを決議した。
1946年に韓尚東牧師を中心として高麗神学校（後に高麗神学大学に改名。現在の高神大学校）を設立し、大韓イエス教長老会高神派を形成している。